# Matrika
U hinduizmu, Matrike (sanskrt मातृका, mātṝkā = „božanske majke”) skupina su božica-majki te personificirane moći ženske energije svemira (Shakti). Imena Matrika su Brahmani, Vaishnavi, Maheshvari, Shachi, Kaumari, Varahi i Chamunda. Ponekad se u Matrike ubraja Pratyangira. U mnogim ranim hinduističkim tekstovima, Matrike su opisane kao opasne božice. Sedam Matrika predstavlja i zvijezde zvjezdanog skupa Plejade.
Obično se za Matrike kaže da ih je sedam, no postoji i vjerovanje da ih ima osam. U južnoj Indiji, vjerovanje u sedam Matrika je raširenije, dok u Nepalu štuju osam Matrika.
U epu Mahabharata, Matrike se povezuju s ratničkim bogom Kartikeyom (sin Šive i Parvati). One su tamo opisane kao pomajke tog boga. Indra – kralj bogova – poslao je Matrike da ubiju Kartikeyu, no umjesto toga, one odluče odgojiti ga.